# Unintended
Unintended – ballada rockowa angielskiego zespołu Muse, wydana na singlu promującym ich debiutancki album, Showbiz. Jest to piąty i ostatni singel grupy pochodzący z tej płyty. Utwór trafił na rynek 30 maja 2000 roku jako zestaw składający się z dwóch płyt CD i 7-calowego winyla. Piosenka znajduje się na dwóch koncertowych DVD Muse – Hullabaloo oraz HAARP. Motyw gitarowy utworu jest bardzo zbliżony do kompozycji „If” zespołu Pink Floyd, pochodzącej z ich albumu Atom Heart Mother.
„Unintended” było coverowane przez zespół The Rasmus podczas występów na żywo. Wokalista grupy Lauri Ylönen jest znany z faktu, iż jest fanem Muse.

## Lista utworów
CD #1
1. „Unintended” – 4:00
2. „Recess” – 3:35
3. „Falling Down” (akustycznie, na żywo) – 5:10
4. „Unintended Video” – 4:00

CD #2
1. „Unintended” – 4:00
2. „Nishe” – 2:42
3. „Hate This And I’ll Love You” (akustycznie, na żywo) – 5:00

Winyl 7"
1. „Unintended” – 4:00
2. „Sober” (na żywo)

## Listy przebojów
| Kraj            | Lista (2000)     | Pozycja |
| --------------- | ---------------- | ------- |
| Holandia        | Single Top 100   | 99      |
| Norwegia        | VG-Lista         | 5       |
| Wielka Brytania | UK Singles Chart | 20      |